# 3657 Єрмолова
3657 Єрмолова (3657 Ermolova) — астероїд головного поясу, відкритий 26 вересня 1978 року.
Тіссеранів параметр щодо Юпітера — 3,565.
Названий на честь російської акторки Марії Єрмолової.